# T-37A
T-37A – lekki czołg pływający konstrukcji radzieckiej z okresu przed II wojną światową.

## Historia
W ZSRR z dużą uwagą obserwowano zagraniczne konstrukcje pojazdów wojskowych. Tak też było w przypadku brytyjskich czołgów pływających konstrukcji Cardena i Loyda. Już zimą 1932 roku Związek Radziecki nabył 8 sztuk lekkich czołgów pływających Vickers-Carden-Loyd Amphibian, jednocześnie – na podstawie obserwacji czołgów brytyjskich – budując ich naśladownictwo pod oznaczeniem T-33. W początku roku 1932 powstały dwie kolejne rodzime konstrukcje czołgów pływających – T-37 i T-41. Próby prototypów wykazały wiele niedostatków. Z tego powodu wojsko zamówiło czołg pływający w którego konstrukcji wprowadzono niezbędne poprawki, będący skrzyżowaniem T-37 i T-41. Był to czołg T-37A. Nowy czołg został skierowany do produkcji seryjnej latem 1933 roku.
W czołgi T-37A, planowano również uzbroić radzieckie jednostki powietrznodesantowe. W tym celu opracowano system mocowania pojazdu pod kadłubem ciężkiego samolotu transportowego TB-3M17. Planowano także desantowanie czołgów w locie, na niskim pułapie, nad wodą. Przeprowadzono trzy próby takiej operacji, testując różne osłony czołgu chroniące go przed skutkami zderzenia z wodą, jednak we wszystkich przypadkach kadłub pojazdu doznał uszkodzeń i wszystkie trzy czołgi zatonęły.

## Wersje czołgu i pojazdy pochodne
- T-37RT: czołg z radiostacją 71-TK-1 przeznaczony dla dowódców pododdziałów pancernych. Wyposażony w antenę poręczową wokół kadłuba.
- BChM-4 lub OT-37: czołg z miotaczem ognia.
- Tele-T-37: czołg zdalnie sterowany, przystosowany do przewożenia ładunku wybuchowego przeznaczonego do niszczenia nieprzyjacielskich umocnień.
- TM: prototyp napędzany silnikiem GAZ-M1. Posiadał powiększone podwozie (trzy pary wózków nośnych, zamiast dwóch)
- SU-37: projekt działa samobieżnego na podwoziu T-37A, uzbrojony w armatę kalibru 45 mm wz. 1932, ostatecznie zbudowany jako SU-45.

## Służba
Czołgi T-37A weszły na uzbrojenie pancernych jednostek rozpoznawczych Armii Czerwonej. Były użyte w dużej liczbie podczas agresji na Polskę w 1939 roku oraz w Wojnie zimowej przeciw Finlandii. Pozostawały na uzbrojeniu Armii Czerwonej w chwili niemieckiego ataku na ZSRR w czerwcu 1941. Ze względu na słabe opancerzenie i uzbrojenie jego wartość bojowa podczas walk obronnych była niewielka. Duże ich ilości zostały utracone w walkach, bądź porzucone na trasie odwrotu Armii Czerwonej. Kilka czołgów walczyło aż do 1944 w składzie Frontu Karelskiego. Oprócz Armii Czerwonej zdobycznych czołgów T-37A używały armie: Finlandii (29 egz.), Rumunii (19 egz.), Węgier i Niemiec. 